# Convenção contra a Discriminação na Educação
A Convenção contra a Discriminação na Educação da UNESCO é um tratado multilateral que visa combater a discriminação no campo da educação. Foi adotado em 14 de dezembro de 1960 em Paris e entrou em vigor em 22 de maio de 1962. A Convenção assegura a livre escolha do ensino religioso e da escola privada e o direito de usar ou ensinar suas próprias línguas para grupos minoritários nacionais. A Convenção proíbe qualquer reserva. Em dezembro de 2022, 109 Estados eram membros da Convenção.
Existe um protocolo adicional que institui uma Comissão de Conciliação e de Bons Ofícios, que foi adoptado em 10 de dezembro de 1962 e entrou em vigor em 24 de outubro de 1968 nos Estados signatários. Até outubro de 2019, o Protocolo tinha 37 membros (incluindo o Vietnã; o Vietnã pós-unificação não expressou uma posição sobre se sucede o Vietnã do Sul pré-unificação como membro do Protocolo).
Esta Convenção também é referida no Preâmbulo da Convenção Internacional sobre a Eliminação de Todas as Formas de Discriminação Racial e na Convenção Internacional das Nações Unidas sobre a Proteção dos Direitos de Todos os Trabalhadores Migrantes e Membros de suas Famílias.

## Conteúdo
O artigo 1º define "discriminação" como qualquer distinção, exclusão, limitação ou preferência com base em raça, cor, sexo, língua, religião, opinião política ou outra, origem, status nacional ou social, status econômico ou nascimento.
No entanto, o artigo indica uma série de situações que não devem ser consideradas como discriminação. Tal inclui a criação ou manutenção de sistemas ou estabelecimentos de ensino separados para alunos de ambos os sexos, quando estes tenham fácil acesso à educação:
- estabelecimento ou manutenção por motivos religiosos ou linguísticos, e
- a criação ou manutenção de estabelecimentos de ensino privados, se o objetivo dessas instituições não for assegurar a exclusão de qualquer grupo, mas aumentar as oportunidades educativas oferecidas pelas autoridades públicas.

O artigo 3.º exige que os Estados eliminem e previnam a discriminação e o artigo 5.º afirma o respeito pela liberdade dos pais na escolha das escolas privadas e que as minorias nacionais tenham o direito de se dedicar a atividades educativas próprias e ao emprego ou ensino da sua própria língua.
O artigo 9.º proíbe qualquer reserva à Convenção.